# Веретево
Веретево — деревня в Некрасовском районе Ярославской области. Входит в состав сельского поселения Красный Профинтерн.

## География
Находится в восточной части Ярославской области на расстоянии приблизительно 18 км на северо-восток по прямой от административного центра района поселка Некрасовское в левобережной части района.

## История
Деревня была отмечена еще на карте 1798 года. В 1859 году здесь (деревня Даниловского уезда Ярославской губернии) было учтено 24 двора и крахмало-паточный завод.

## Население
Численность населения: 143 человека (1859 год), 41 (русские 100 %) в 2002 году, 36 в 2010.